# Pekansaari (ö i Kajanaland)
Pekansaari är en ö i Finland. Den ligger i sjön Vihajärvi och i kommunen Puolango i den ekonomiska regionen  Kehys-Kainuu  och landskapet Kajanaland, i den centrala delen av landet, 500 km norr om huvudstaden Helsingfors. Öns area är 3,1 hektar och dess största längd är 380 meter i sydöst-nordvästlig riktning.